# Edgeley
Edgeley és una població dels Estats Units a l'estat de Dakota del Nord. Segons el cens del 2000 tenia 637 habitants.

## Demografia
Segons el cens del 2000, Edgeley tenia 637 habitants, 293 habitatges, i 162 famílies. La densitat de població era de 336,9 hab./km².
Dels 293 habitatges en un 24,6% hi vivien nens de menys de 18 anys, en un 50,2% hi vivien parelles casades, en un 4,4% dones solteres, i en un 44,4% no eren unitats familiars. En el 43% dels habitatges hi vivien persones soles el 26,3% de les quals corresponia a persones de 65 anys o més que vivien soles. El nombre mitjà de persones vivint en cada habitatge era de 2,07 i el nombre mitjà de persones que vivien en cada família era de 2,89.
Per edats la població es repartia de la següent manera: un 21,7% tenia menys de 18 anys, un 3,6% entre 18 i 24, un 21,4% entre 25 i 44, un 23,1% de 45 a 60 i un 30,3% 65 anys o més.
L'edat mediana era de 47 anys. Per cada 100 dones de 18 o més anys hi havia 85,5 homes.
La renda mediana per habitatge era de 29.000 $ i la renda mediana per família de 37.375 $. Els homes tenien una renda mediana de 30.735 $ mentre que les dones 17.115 $. La renda per capita de la població era de 21.570 $. Entorn de l'1,8% de les famílies i el 3,6% de la població estaven per davall del llindar de pobresa.

## Poblacions més properes
El següent diagrama mostra les poblacions més properes.